# Larry Wallis
Larry Wallis (Inglaterra, 19 de mayo de 1949-19 de septiembre de 2019) fue un guitarrista, productor y compositor británico, conocido por haber sido miembro de la banda Pink Fairies y por haber pertenecido a la agrupación de heavy metal Motörhead, en la que colaboró en la grabación del álbum On Parole.
Falleció a los 70 años. Las causas de su muerte aún no han sido reveladas.

## Discografía

### ConPink Fairies
- Kings of Oblivion – 1973
- Flashback – 1975
- Live at the Roundhouse 1975 – 1982
- Previously Unreleased – 1982
- Kill 'Em and Eat 'Em – 1987
- At the Roundhouse – 1991

### ConMick Farren and The Deviants
- Screwed Up – 1977
- Vampires Stole My Lunch Money – 1978
- Human Garbage – 1984
- Fragments of Broken Probes – 1998
- The Deviants Have Left the Planet – 1999

### ConMotörhead
- On Parole – 1979

### Solista
- Death in the Guitarfternoon - 2002
- Police Car - The Anthology - 2024